# The Gumball Rally
The Gumball Rally (Brasil: Uma Corrida de Loucos ) é um filme de comédia produzido nos Estados Unidos, dirigido por Charles Bail e lançado em 1976.